# Radoslav Hecl
Radoslav Hecl (* 11. Oktober 1974 in Partizánske, Tschechoslowakei) ist ein ehemaliger slowakischer Eishockeyspieler, der in seiner aktiven Zeit von 1992 bis 2008 unter anderem für die Buffalo Sabres in der National Hockey League gespielt hat.

## Karriere
Radoslav Hecl begann seine Karriere als Eishockeyspieler in der Jugend des HC Dukla Trenčín, für dessen Profimannschaft er in der Saison 1992/93 sein Debüt in der 1. Liga, der höchsten tschechoslowakischen Spielklasse, gab. In der folgenden Spielzeit gewann der Verteidiger mit seiner Mannschaft die erstmals ausgetragene slowakische Extraliga. Nachdem er in der Saison 1995/96 für deren Ligarivalen HK Nitra aufgelaufen war, spielte er von 1996 bis 2002 für den HC Slovan Bratislava. Mit den Hauptstädtern gewann er 1998, 2000 und 2002 jeweils die Meisterschaft. Anschließend wurde er im NHL Entry Draft 2002 in der siebten Runde als insgesamt 208. Spieler von den Buffalo Sabres ausgewählt, für die er in der Saison 2002/03 in 14 Spielen in der National Hockey League auf dem Eis stand. Die restliche Zeit verbrachte er jedoch bei deren Farmteam aus der American Hockey League, den Rochester Americans.
Nach einem Jahr in Nordamerika kehrte Hecl im Sommer 2003 in die Slowakei zurück, wo er einen Vertrag bei seinem Ex-Club HC Slovan Bratislava erhielt, mit dem er in der Saison 2004/05 erneut die nationale Meisterschaft gewinnen konnte. Die Saison 2006/07 verbrachte der Weltmeister von 2002 bei den Manchester Phoenix in der britischen Elite Ice Hockey League. Im Anschluss an die Saison 2007/08, die der Linksschütze bei der SG Pontebba aus der italienischen Serie A verbracht und die Coppa Italia gewonnen hatte, beendete er im Alter von 33 Jahren seine Laufbahn.

### International
Für die Slowakei nahm Hecl an der U20-Junioren-C-Weltmeisterschaft 1994 sowie der C-Weltmeisterschaft 1994 teil. Des Weiteren stand er im Aufgebot der Slowakei bei den A-Weltmeisterschaften 1999 und 2002.

## Erfolge und Auszeichnungen
- 1994 Slowakischer Meister mit dem HC Dukla Trenčín
- 1998 Slowakischer Meister mit dem HC Slovan Bratislava
- 2000 Slowakischer Meister mit dem HC Slovan Bratislava
- 2002 Slowakischer Meister mit dem HC Slovan Bratislava
- 2002 Extraliga All-Star-Team
- 2005 Slowakischer Meister mit dem HC Slovan Bratislava
- 2008 Coppa-Italia-Gewinn mit der SG Pontebba

### International
- 1992 Goldmedaille bei der U18-Junioren-Europameisterschaft
- 1994 Aufstieg in die B-Weltmeisterschaft bei der U20-Junioren-C-Weltmeisterschaft
- 1994 Aufstieg in die B-Weltmeisterschaft bei der C-Weltmeisterschaft
- 2002 Goldmedaille bei der Weltmeisterschaft